# دستور زبان انگلیسی
دستور زبان انگلیسی (به انگلیسی: English grammar) به مجموعه قوانین و مقررات موجود در زبان انگلیسی که بین کلمات، جمله‌ها، گروه‌ها و شبه‌جمله‌ها حاکم است گفته می‌شود. به عنوان مثال طبقه‌بندی واژه‌ها به اسم، فعل، ضمیر، مفعول، فاعل، حرف اضافه، قید، وند و غیره جزء دستور زبان محسوب می‌گردد.
دستور زبان انگلیسی؛ ساختار و سامانه زبان انگلیسی است. دستور زبان انگلیسی شامل زبان‌شناسی نحوی و ساخت‌شناسی واژگانی این زبان است. بسیاری بر این باور هستند دستور زبان یا گرامر انگلیسی شامل قوانین زبان انگلیسی است در صورتی که حقیقتاً هیچ زبانی شامل قانون نیست (به استثناء زبان اسپرانتو). زیرا قانون توسط عده‌ای وضع می‌شود ولی گرامر توسط هیچ‌کس وضع نشده‌است. زبان انگلیسی به مرور زمان تغییر کرده‌است. به تعریفی دیگر دستور زبان انگلیسی بازتابی از زبان انگلیسی در یک دوره مشخص است. گرامر زبان انگلیسی باعث می‌شود تا آموزندگان این زبان سریع تر و تأثیرگذارتر آن را بیاموزند. وقتی آموزندگان زبان انگلیسی؛ دستور زبان انگلیسی را بیاموزند، قادرند خیلی چیزها را خود درک کنند و از مراجعه به معلم و کتاب بی‌نیاز شوند.

## نقش‌های دستور زبانی واژگان در زبان انگلیسی

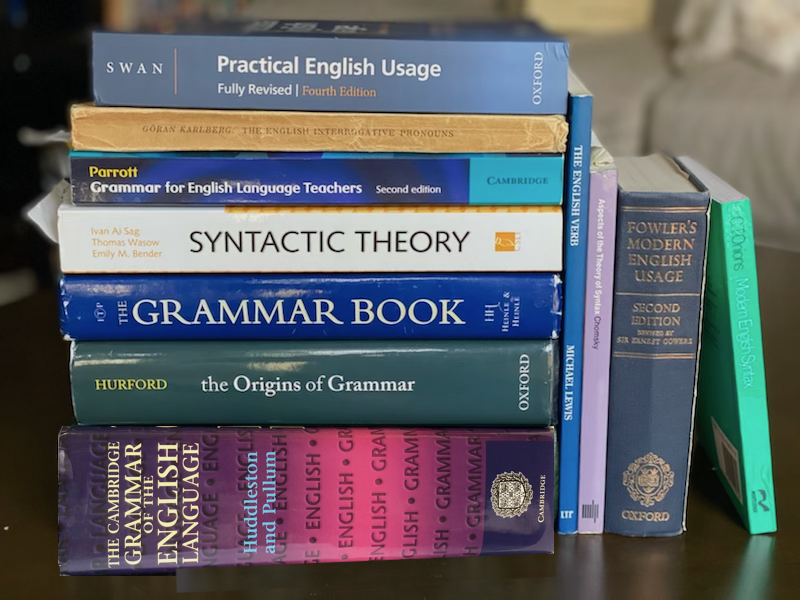
کتاب‌های گرمر زبان انگلیسی

در زبان انگلیسی یک واژه می‌توان با توجه به کاربرد و جایگاهش نقش‌های متفاوتی در جمله داشته باشد. این نقش‌ها عبارتند از:

### نام
بزرگ‌ترین دسته واژه‌ها در زبان انگلیسی را شامل می‌شود. اسم در زبان انگلیسی واژه‌هایی هستند که نام اشیا، افراد، ایده‌ها و … را نشان می‌دهند. اسمها در زبان انگلیسی به دو دسته اسامی خاص و اسامی عام دسته‌بندی می‌شوند.

#### جنسیت اسامی در زبان انگلیسی
در زبان انگلیسی در بیشتر موارد جنسیت طبیعی یک اسم نشان دهنده جنسیت گرامری آن است. این بدان معناست که اسمی که به یک زن نسبت داده می‌شود از نظر گرامری هم مؤنث است. از نظر گرامری اسامی می‌توانند یکی از جنسیت‌های زیر را داشته باشند:
- مذکر
- مؤنث
- خنثی

همان‌طور که گفته شد جنسیت طبیعی و گرامری اسامی در انگلیسی معمولاً یکی است. برای تمام اسامی اشیا، اسامی انتزاعی (ایده‌ها، امیدها، تفکرات و …) از اسامی خنثی استفاده می‌شود. در طول زمان تأثیر جنسیت اسامی در زبان انگلیسی به شدت کاهش یافته‌است. در حال حاضر تفاوت این جنسیت تنها در ضمایر شخصی سوم شخص مفرد در زبان انگلیسی قابل تشخیص است و در موقعیت‌های گرامری دیگر از اسامی با جنسیت‌های متفاوت دقیقاً به یک گونه استفاده می‌شود.

### حروف تعریف
(برای اطلاعات بیشتر به مقاله حرف تعریف در زبان انگلیسی مراجعه کنید)
در زبان انگلیسی حرف تعریف نشان دهنده معرفه یا نکره بودن یک اسم است. از طریق استفاده از نشان معرفه "the" یا نشانه نکره "a/an" می‌توان معرفه یا نکره بودن یک اسم را نشان داد. در زبان انگلیسی برخلاف زبان فرانسه یا آلمانی حرف تعریف اسم هیچ گونه تغییری با توجه به جنسیت اسم نخواهد داشت.

### ضمایر
زبان انگلیسی دارای شکل‌های متفاوتی از ضمایر است:
- ضمایر شخصی (personal pronouns)
- ضمایر اشاره (demonstrative pronouns)
- ضمایر غیرشخصی (impersonal pronouns)
- ضمایر ملکی (possessive pronouns)
- ضمایر نامعین (indefinite pronouns)
- ضمایر مصنوعی (dummy pronouns)
- ضمایر انعکاسی (reflexive pronouns)
- ضمایر سؤالی (interrogative pronouns)
- ضمایر متقابل (reciprocal pronouns)
- ضمایر موصولی (relative pronouns)[۹]

### زمان‌ها در زبان انگلیسی

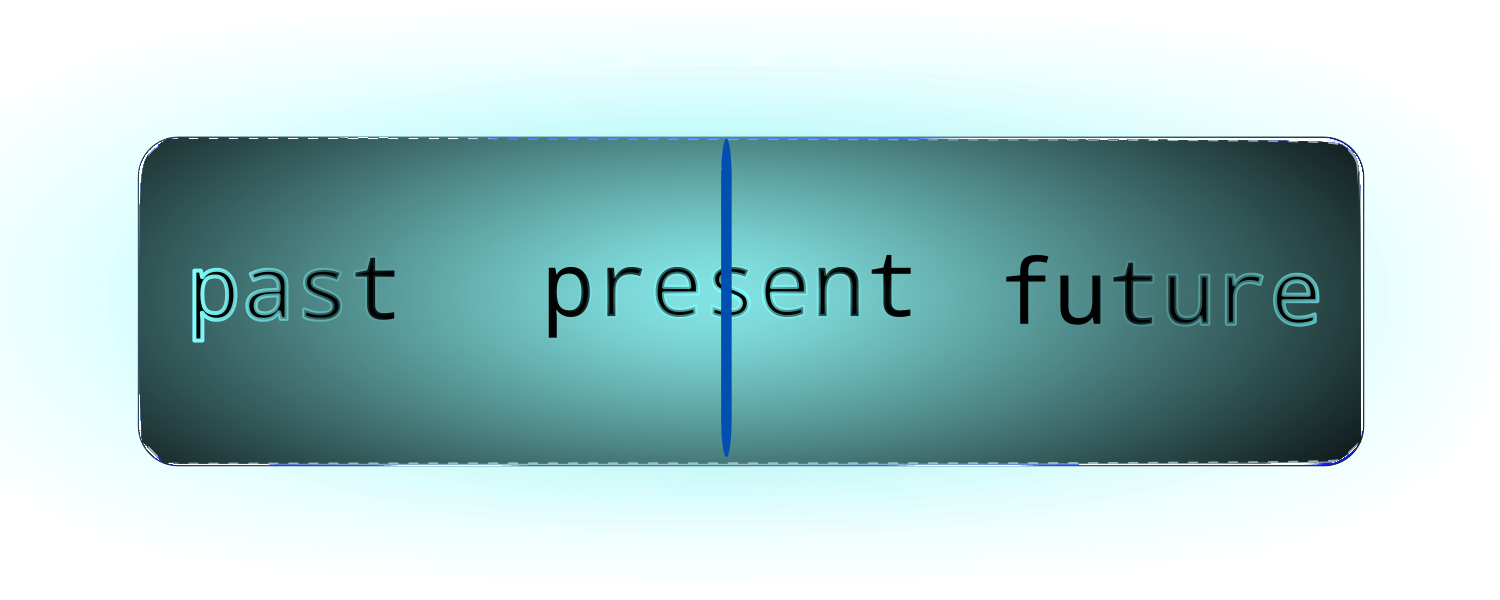
سه زمان اصلی (گذشته، حال و آینده) که با ساده، استمراری و کامل ترکیب می‌شوند.

زمان انگلیسی از نظر تعدد زمان‌ها گرامری (tenses) یکی از پیچیده‌ترین زبان‌های دنیا به‌شمار می‌رود. اصلی‌ترین زمان‌های زبان انگلیسی عبارتند از:
- زمان حال ساده (Present simple): در اصلی‌ترین کاربرد، تکرار و تسلسل یک عمل در طول زمان را نشان می‌دهد. این زمان همچنین برای نشان دادن واقعیت‌های فیزیکی و بیان حقایق هم استفاده می‌شود.[۱۰]
- زمان گذشته ساده (Past simple): در اصلی‌ترین کاربرد، یک عمل انجام شده در گذشته یا چیزی موجود در گذشته را نشان می‌دهد. با تأکید بر این موضوع که این عمل تمام شده، یا آن چیز دیگر وجود ندارد.
- زمان حال استمراری (Present continuous): از این زمان در اصلی‌ترین کاربرد برای نشان دادن عملی که همین حالا در حال رخ دادن است استفاده می‌شود. از این زمان همچنین برای اشاره به آینده نزدیک یا فعالیتی برنامه‌ریزی شده در آینده استفاده می‌شود.
- زمان حال کامل (Present Perfect): از این زمان در اصلی‌ترین کاربرد برای اشاره به عملی در گذشته‌استفاده می‌شود. با تأکید بر این موضوع که آن عمل به صورت کامل انجام شده و بر روی حال تأثیر گذاشته‌است.[۱۱]
- زمان گذشته‌استمراری (Past continuous): از این زمان برای نشان دادن عملی در گذشته‌استفاده می‌شود. با تأکید بر اینکه آن عمل برای مدتی مشخص به طول انجامیده یا در طول انجام آن عمل اتفاقی مشخص (در زمان گذشته ساده) رخ داده‌است.
- زمان گذشته کامل (Past Perfect): از این زمان برای نشان دادن ترتیب انجام کارها یا رخ دادن اتفاقات در زمان گذشته‌استفاده می‌شود. در واقع از طریق استفاده از زمان حال کامل نشان می‌دهند که اتفاقی که در این زمان توصیف شده پیش از اتفاقی که در زمان گذشته ساده توصیف شده رخ داده‌است.
- زمان آینده نوع اول (Future type I with Will): زمان آینده نوع اول یا زمان آینده با فعل کمکی Will در اصلی‌ترین کاربرد برای نشان دادن اتفاقات برنامه‌ریزی نشده در آینده، یا تصمیمات ناگهانی در مورد آینده مورد استفاده قرار می‌گیرد.

گذشته از زمان‌های اشاره شده زمان‌ها دیگری هم در زبان انگلیسی وجود دارد که کاربردهای پیچیده تری دارند:
- زمان آینده نوع دوم (Future With going to): تفاوت will و to be going to در این است که هنگامی که از will استفاده می‌شود تصمیمی از قبل گرفته نشده ولی در هنگام استفاده از to be going to تصمیم از قبل گرفته شده‌است و در آینده عملی می‌شود.[۱۲]
- زمان گذشته کامل استمراری (Past Perfect continuous): از زمان گذشته کامل استمراری معمولاً برای اشاره به کارهایی که در گذشته انجام می‌شدند و به تازگی به پایان رسیده‌اند استفاده می‌شود.[۱۳]
- زمان آینده کامل (Future Perfect): از زمان آینده کامل معمولاً برای اشاره به عملی که در آینده پیش از عملی دیگری به پایان خواهد رسید استفاده می‌شود.[۱۴]
- زمان آینده استمراری (Future continuous)